# Montclair, New Jersey
Montclair är en kommun i Essex County i delstaten New Jersey, USA, och har 37 669 invånare (2010). Den har enligt United States Census Bureau en area på 16,357 km². 